# Tetranodus tropipennis
Tetranodus tropipennis är en skalbaggsart som beskrevs av Chemsak 1977. Tetranodus tropipennis ingår i släktet Tetranodus och familjen långhorningar.
Artens utbredningsområde är Panama. Inga underarter finns listade i Catalogue of Life.